# Rugby Africa Cup 2021-22
La Rugby Africa Cup del 2021-22 fue la 20° edición del principal torneo de rugby de África.
El torneo formó parte del proceso clasificatorio de las selecciones africanas para la Copa Mundial de Rugby de 2023.
El campeón del torneo clasificó directamente a Francia 2023 mientras que el subcampeón obtuvo una plaza para el torneo de repechaje mundial.

## Fase clasificatoria
| Pos. | Equipo       | Encuentros | Encuentros | Encuentros | Encuentros | Tantos  | Tantos    | Tantos     | Puntos Bonus | Puntos Totales |
| Pos. | Equipo       | jugados    | ganados    | empatados  | perdidos   | a favor | en contra | diferencia | Puntos Bonus | Puntos Totales |
| ---- | ------------ | ---------- | ---------- | ---------- | ---------- | ------- | --------- | ---------- | ------------ | -------------- |
| 1    | Burkina Faso | 2          | 2          | 0          | 0          | 69      | 16        | +53        | 1            | 9              |
| 2    | Camerún      | 2          | 1          | 0          | 1          | 94      | 20        | +74        | 2            | 6              |
| 3    | Burundi      | 2          | 0          | 0          | 2          | 6       | 133       | -127       | 0            | 0              |

|  | Avanza a la fase de grupos |

| 5 de junio de 2021 | Burkina Faso | 52 - 3  | Burundi |  |  |
|                    |              | Reporte |         |  |  |

| 9 de junio de 2021 | Burundi | 3 - 81  | Camerún |  |  |
|                    |         | Reporte |         |  |  |

| 13 de junio de 2021 | Burkina Faso | 17 - 13 | Camerún |  |  |
|                     |              | Reporte |         |  |  |

## Fase de grupos

### Grupo A
| Pos. | Equipo          | Encuentros | Encuentros | Encuentros | Encuentros | Tantos  | Tantos    | Tantos     | Puntos Bonus | Puntos Totales |
| Pos. | Equipo          | jugados    | ganados    | empatados  | perdidos   | a favor | en contra | diferencia | Puntos Bonus | Puntos Totales |
| ---- | --------------- | ---------- | ---------- | ---------- | ---------- | ------- | --------- | ---------- | ------------ | -------------- |
| 1    | Namibia         | 2          | 1          | 0          | 1          | 65      | 34        | +31        | 1            | 5              |
| 2    | Costa de Marfil | 2          | 1          | 0          | 1          | 43      | 37        | +6         | 1            | 5              |
| 3    | Madagascar      | 2          | 1          | 0          | 1          | 34      | 71        | -37        | 0            | 4              |

|  | Clasificado a la fase final |

| 3 de julio de 2021 | Namibia | 13 - 24 | Costa de Marfil |  |  |
|                    |         | Reporte |                 |  |  |

| 7 de julio de 2021 | Namibia | 52 - 10 | Madagascar |  |  |
|                    |         | Reporte |            |  |  |

| 11 de julio de 2021 | Costa de Marfil | 19 - 24 | Madagascar |  |  |
|                     |                 | Reporte |            |  |  |

### Grupo B
| Pos. | Equipo  | Encuentros | Encuentros | Encuentros | Encuentros | Tantos  | Tantos    | Tantos     | Puntos Bonus | Puntos Totales |
| Pos. | Equipo  | jugados    | ganados    | empatados  | perdidos   | a favor | en contra | diferencia | Puntos Bonus | Puntos Totales |
| ---- | ------- | ---------- | ---------- | ---------- | ---------- | ------- | --------- | ---------- | ------------ | -------------- |
| 1    | Senegal | 2          | 2          | 0          | 0          | 40      | 24        | +16        | 0            | 8              |
| 2    | Kenia   | 2          | 1          | 0          | 1          | 64      | 28        | +36        | 2            | 6              |
| 3    | Zambia  | 2          | 0          | 0          | 2          | 13      | 65        | -52        | 0            | 0              |

|  | Clasificado a la fase final |

| 3 de julio de 2021 | Kenia | 19 - 20 | Senegal |  |  |
|                    |       | Reporte |         |  |  |

| 7 de julio de 2021 | Senegal | 20 - 5  | Zambia |  |  |
|                    |         | Reporte |        |  |  |

| 11 de julio de 2021 | Zambia | 8 - 45  | Kenia |  |  |
|                     |        | Reporte |       |  |  |

### Grupo C
| Pos. | Equipo  | Encuentros | Encuentros | Encuentros | Encuentros | Tantos  | Tantos    | Tantos     | Puntos Bonus | Puntos Totales |
| Pos. | Equipo  | jugados    | ganados    | empatados  | perdidos   | a favor | en contra | diferencia | Puntos Bonus | Puntos Totales |
| ---- | ------- | ---------- | ---------- | ---------- | ---------- | ------- | --------- | ---------- | ------------ | -------------- |
| 1    | Uganda  | 2          | 1          | 0          | 1          | 69      | 34        | +35        | 2            | 6              |
| 2    | Argelia | 2          | 1          | 0          | 1          | 42      | 38        | +4         | 1            | 5              |
| 3    | Ghana   | 2          | 1          | 0          | 1          | 34      | 73        | -39        | 0            | 4              |

|  | Clasificado a la fase final |

| 10 de julio de 2021 | Uganda | 53 - 12 | Ghana |  |  |
|                     |        | Reporte |       |  |  |

| 14 de julio de 2021 | Ghana | 22 - 20 | Argelia |  |  |
|                     |       | Reporte |         |  |  |

| 18 de julio de 2021 | Uganda | 16 - 22 | Argelia |  |  |
|                     |        | Reporte |         |  |  |

### Grupo D
Estaba planificada la participación de Túnez en este grupo, como anfitrión, pero por un aumento de contagios de Covid-19 se trasladó el torneo a Zimbabue, y el equipo tunecino no participó del mismo.
| Pos. | Equipo       | Encuentros | Encuentros | Encuentros | Encuentros | Tantos  | Tantos    | Tantos     | Puntos Bonus | Puntos Totales |
| Pos. | Equipo       | jugados    | ganados    | empatados  | perdidos   | a favor | en contra | diferencia | Puntos Bonus | Puntos Totales |
| ---- | ------------ | ---------- | ---------- | ---------- | ---------- | ------- | --------- | ---------- | ------------ | -------------- |
| 1    | Zimbabue     | 2          | 2          | 0          | 0          | 196     | 8         | +188       | 2            | 10             |
| 2    | Burkina Faso | 2          | 0          | 0          | 2          | 8       | 196       | -188       | 0            | 0              |

|  | Clasificado a la fase final |

| 18 de julio de 2021 | Zimbabue | 101 - 3 | Burkina Faso |  |  |
|                     |          | Reporte |              |  |  |

| 22 de julio de 2021 | Burkina Faso | 5 - 95  | Zimbabue |  |  |
|                     |              | Reporte |          |  |  |

## Fase Final

### Cuartos de final
| 1 de julio de 2022 | Namibia | 71 - 5  | Burkina Faso |  |  |
|                    |         | Reporte |              |  |  |

| 1 de julio de 2022 | Zimbabue | 38 - 11 | Costa de Marfil |  |  |
|                    |          | Reporte |                 |  |  |

| 2 de julio de 2022 | Senegal | 12 - 35 | Argelia |  |  |
|                    |         | Reporte |         |  |  |

| 2 de julio de 2022 | Uganda | 7 - 42  | Kenia |  |  |
|                    |        | Reporte |       |  |  |

### Semifinales quinto puesto
| 6 de julio de 2022 | Senegal | 29 - 30 | Uganda |  |  |

| 6 de julio de 2022 | Costa de Marfil | 38 - 17 | Burkina Faso |  |  |

### Semifinales
| 6 de julio de 2022 | Namibia | 34 - 19 | Zimbabue |  |  |
|                    |         | Reporte |          |  |  |

| 6 de julio de 2022 | Argelia | 33 - 36 | Kenia |  |  |
|                    |         | Reporte |       |  |  |

### Séptimo puesto
| 10 de julio de 2022 | Senegal | 44 - 30 | Burkina Faso |  |  |

### Quinto puesto
| 10 de julio de 2022 | Uganda | 18 - 17 | Costa de Marfil |  |  |

### Tercer puesto
| 10 de julio de 2022 | Zimbabue | 12 - 20 | Argelia |  |  |

### Final
- El ganador clasifica al Grupo A del Mundial de Rugby y el perdedor al repechaje mundial.

| 10 de julio de 2022 | Namibia | 36 - 0 | Kenia |  |  |

| Bandera de Namibia |
| Campeón Namibia    |
| Noveno título      |